# Proprioseiopsis inflatus
Proprioseiopsis inflatus är en spindeldjursart som först beskrevs av De Leon 1965.  Proprioseiopsis inflatus ingår i släktet Proprioseiopsis och familjen Phytoseiidae. Inga underarter finns listade i Catalogue of Life.